# Vlag van Anderlecht
De vlag van Anderlecht is bevestigd door de gemeenteraad als de vlag van de Brusselse gemeente Anderlecht. De beschrijving luidt:
Twee even lange banen van blauw en van geel.
Dit zijn de officiële kleuren van de gemeente. De kleuren van de vlag komen uit het gemeentewapen.
Deze gemeentevlag is identiek aan de vlaggen van Jette, Sint-Gillis en Sint-Jans-Molenbeek.

Vlag van Jette
Vlag van Sint-Gillis
Vlag van Sint-Jans-Molenbeek